# Gasteranthus acuticarinatus
Gasteranthus acuticarinatus là một loài thực vật có hoa trong họ Tai voi. Loài này được M.Freiberg mô tả khoa học đầu tiên năm 2000.